# Odessa (Texas)
Odessa és una població dels Estats Units, a l'estat de Texas. És la seu del comtat d'Ector i s'estén parcialment en territori del comtat de Midland.Segons el cens del 2020 tenia 114.428 habitants, sent la 28a ciutat més poblada de Texas. Juntament amb la veïna ciutat de Midland, constitueixen l'àrea estadística combinada de Midland-Odessa, que d'acord amb el cens del 2020 tenia una població de 359.001 h.
La ciutat és coneguda per ser on es desenvolupa la novela Friday Night Lights: A Town, a Team, and a Dream, i l'adaptació cinematogràfica de la mateixa, Friday Night Lights.

## Demografia
Segons el cens del 2020, Odessa tenia 114.428 habitants, 41.942 habitatges, i 28,218 famílies vivint-hi. La densitat de població era de 879.0 habitants/km².
De les 35.216 llars del 2010, el 37,9% tenien nens de menys de 18 anys que hi vivien, el 51,6% eren parelles casades que vivien juntes, el 14,5% eren dones sense marit present, i el 29,6% no eren famílies. Al voltant del 25,7% de les llars estaven formats per persones soles i el 9,6% tenia persones de 65 anys o més que vivien soles. El nombre mitjà de persones vivint en cada habitatge era de 2,65 i el nombre mitjà de persones que vivien en cada família era de 3,21. La població es repartia en un 29,8% de menys de 18 anys, un 10,6% entre 18 i 24, un 27,8% entre 25 i 44, un 20,0% entre 45 i 60 i un 11,8% 65 anys o més. La mitjana d'edat era de 32 anys. Per cada 100 dones hi havia 93,2 homes. Per cada 100 dones de 18 o més anys hi havia 88,6 homes.
Segons el cens del 2000, la renda mediana per habitatge era de $31.209 i la renda mediana per família de $36.869. Els homes tenien una renda mediana de $31.115 mentre que les dones $21.743. La renda per capita de la població era de $16.096. Aproximadament el 16,0% de les famílies i el 18,6% de la població estaven per davall del llindar de pobresa, incloent el 23,9% dels menors de 18 anys i el 14,1% dels 65 o més. L'enquesta de la comunitat nord-americana del 2020 va estimar que la mitjana dels ingressos familiars va augmentar fins a 63.829 dòlars amb uns ingressos mitjans de 82.699 dòlars.
L'edat mediana era de 32 anys. Per cada 100 dones de 18 o més anys hi havia 88,6 homes.
La renda mediana per habitatge era de $31.209 i la renda mediana per família de $36.869. Els homes tenien una renda mediana de $31.115 mentre que les dones $21.743. La renda per capita de la població era de $16.096. Aproximadament el 16% de les famílies i el 18,6% de la població estaven per davall del llindar de pobresa.

## Història
Odessa va ser fundada el 1881 com a punt d'abastiment d'aigua i càrrega de bestiar del ferrocarril "Texas and Pacific Railway". La primera oficina de correus es va obrir el 1885. Odessa va esdevenir la seu del comtat d'Ector el 1891 quan es va organitzar per primera vegada el comtat. Va ser incorporada com a ciutat el 1927, després que es descobrís petroli al comtat d'Ector, al ranxo Connell, al sud-oest d'Odessa.
Amb l'obertura dels camps petrolífers de Penn Field (1929) i de Cowden Field (1930), el petroli es va convertir en un important atractiu per als nous residents. El 1925, la població era de només 750; el 1929, havia pujat a 5.000. Durant la resta del segle xx, la població i l'economia de la ciutat van créixer ràpidament durant una successió de booms del petroli (aproximadament en els anys 1930-1950, 1970 i 2010), sovint seguits de contraccions durant els períodes de caiguda de la producció (sobretot a la dècades de 1960 i de 1980).

## Economia
Històricament, l'economia d'Odessa ha estat impulsada principalment per la indústria petroliera de la zona, en expansió o contracció segons les pujades i caigudes del preu del cru. Molts dels majors proveïdors de llocs de treball són empreses de subministrament pels jaciments petrolifers i empreses petroquímiques. En les últimes dècades, els líders de la ciutat han començat a tractar de disminuir la dependència de la ciutat de la indústria energètica per moderar el cicle d'auge i caiguda i desenvolupar una major sostenibilitat econòmica.
Odessa també ha pres mesures per diversificar l'energia que produeix. El 2009, es va construir un parc eòlic al nord del comtat d'Ector. Al voltant de la mateixa època, es va anunciar una planta de mitigació de la contaminació per carbó. La planta estarà dirigida per Summit Power i estarà situada a prop de Penwell. Aquesta planta hauria de donar lloc a la creació de 8.000 llocs de treball a la zona. També hi ha plans per a la construcció d'un petit reactor nuclear anomenat "High-Temperature Teaching and Test Reactor" que funcionarà com a instal·lació d'assaig i formació, conjuntament amb el departament d'enginyeria nuclear de la University of Texas Permian Basin.

## Poblacions més properes
El següent diagrama mostra les poblacions més properes.